# Жешотари (Малопольське воєводство)
Жешотари (пол. Rzeszotary) — село в Польщі, у гміні Свьонтники-Гурні Краківського повіту Малопольського воєводства.
Населення — 2740 осіб (2011).

## Демографія
Демографічна структура станом на 31 березня 2011 року:
|          | Загалом | Допрацездатний вік | Працездатний вік | Постпрацездатний вік |
| -------- | ------- | ------------------ | ---------------- | -------------------- |
| Чоловіки | 1346    | 338                | 926              | 82                   |
| Жінки    | 1394    | 308                | 839              | 247                  |
| Разом    | 2740    | 646                | 1765             | 329                  |